# Libros (kommun)
Libros är en kommun i Spanien.   Den ligger i provinsen Provincia de Teruel och regionen Aragonien, i den centrala delen av landet, 210 km öster om huvudstaden Madrid. Antalet invånare är 141. Arean är 37 kvadratkilometer. Libros gränsar till Castielfabib.
Terrängen i Libros är lite kuperad.